# Microstylum otacilius
Microstylum otacilius är en tvåvingeart som först beskrevs av Walker 1849.  Microstylum otacilius ingår i släktet Microstylum och familjen rovflugor. Inga underarter finns listade i Catalogue of Life.